# Cherokee-Klasse (1808)

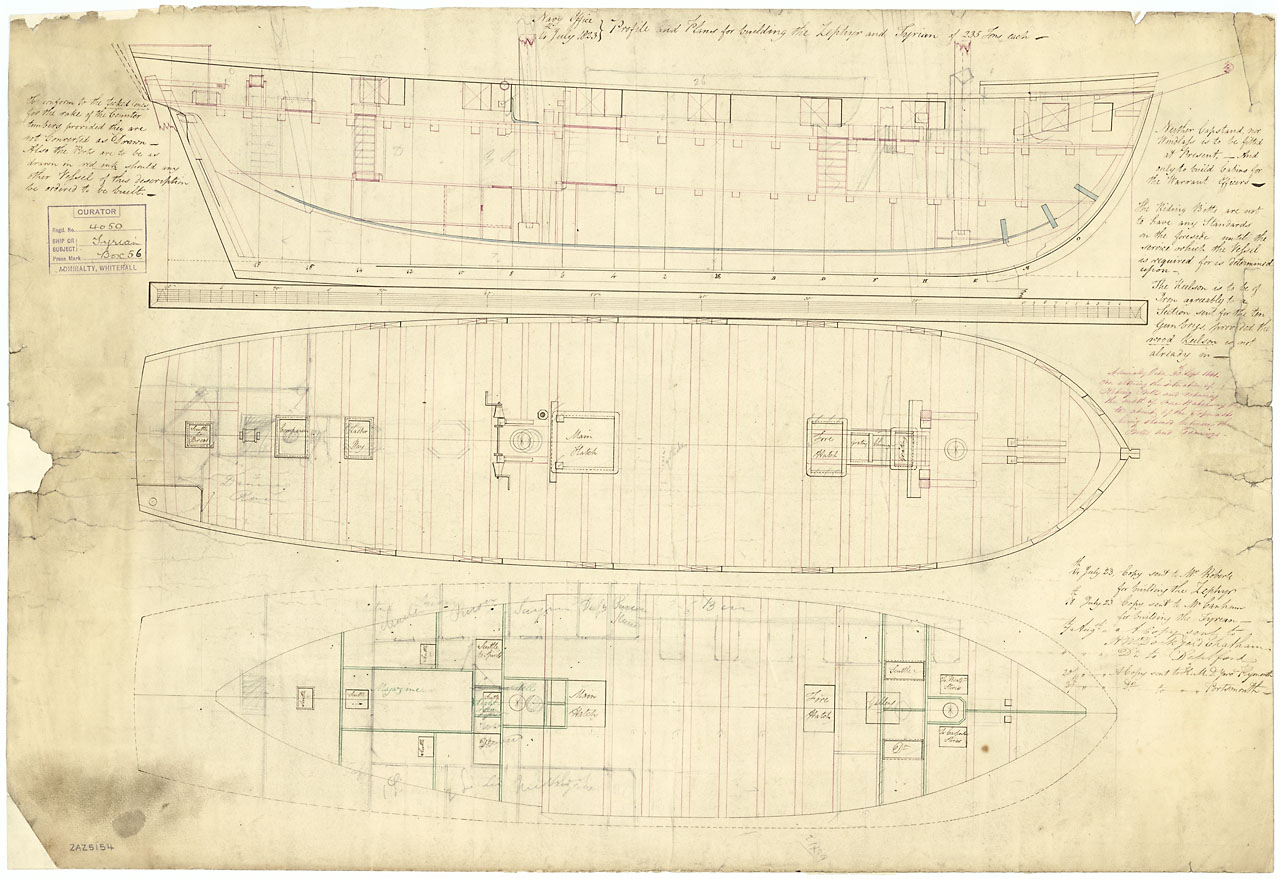
Seitenansicht, Decksplan und Innenraumaufteilung der als Packet-Schiffe fertiggestellten Zephyr (1823) und Tyrian (1826). Die roten Linien sollen die Änderungen gegenüber dem ursprünglichen Plan aufzeigen.

Die Cherokee-Klasse ist eine Baureihe englischer Briggs. Durch die Reisen von Charles Darwin ist die zu der Baureihe gehörende Beagle besonders bekannt geworden.

## Die englische Flach-Deck-Brigg der Cherokee-Klasse 1807
Die englischen 10-Kanonen-Flach-Deck-Briggs der Cherokee-Klasse gehören zu einer Reihe Entwürfen von Brigg-Sloops und Briggs, die gegen Ende des Amerikanischen Unabhängigkeitskrieges und in der Folgezeit erschienen. Die Anzahl der Schiffe dieser Klassen nahm ständig zu. Die einzelnen Schiffe übernahmen viele Aufgaben der größeren Sloops. Zum Ende des Napoleonischen Krieges hatte die weit überwiegende Mehrheit der kleineren Kriegsschiffe – wie auch zunächst die Cherokee-Klasse – eine Brigg-Takelung. Die Cherokee-Klasse verkörperte den kleinsten Brigg-Typ, der durch Henry Peake gezeichnet wurde. Als solcher war er nicht in einer der sechs britischen Schiffsklassen klassifiziert und wurde folglich in der Regel von einem Commander kommandiert.
Die erste Baureihe von vierunddreißig Schiffen dieses Typs wurde noch zu Kriegszeiten zwischen 1807 und 1808 bei britischen Privatwerften bestellt. Achtundsiebzig weitere Schwesterschiffe der zweiten und dritten Baureihe wurden nach den Napoleonischen Kriegen an den Königlichen Werften bestellt, die zweite zwischen 1812 und 1818, die dritte zwischen 1823 und 1826. Aus der Anordnung der britischen Admiralität zum Verkauf der verbliebenen einsatzfähigen Einheiten vom 19. März 1853 ergab sich ein möglicher Hinweis auf das Ende der aktiven Dienstzeit der Cherokee-Klasse in der Royal Navy.

## Baureihen

### Die erste Baureihe 1807 und 1808
Von den Schiffen der ersten Baureihe wurde die Prince Arthur im Dezember 1808 an Marokko verkauft, fünf weitere, nämlich die Achates, Wild Bear, Ephira, Sarpedon und Rhodian gingen zwischen 1810 und 1813 verloren. Zwei weitere Schiffe der ersten Baureihe wurden 1812 in der Königlichen Werft in Bombay in Teak-Holz-Ausführung bestellt. Die Sphinx wurde am 25. Januar 1815, die Cameleon am 16. Januar 1816 zu Wasser gelassen. Sie fallen damit zeitlich in die zweite Baureihe (siehe weiter unten).
Vor dem Ende der Koalitionskriege zwischen 1807 und 1808 wurden die folgenden Schiffe bestellt:
| Schiffe der ersten Baureihe der Cherokee-Klasse | Schiffe der ersten Baureihe der Cherokee-Klasse | Schiffe der ersten Baureihe der Cherokee-Klasse | Schiffe der ersten Baureihe der Cherokee-Klasse                                                                        |
| Name                                            | Bestellung                                      | Stapellauf                                      | Verbleib / Schicksal                                                                                                   |
| ----------------------------------------------- | ----------------------------------------------- | ----------------------------------------------- | --- |
| Rolla                                           | 30. März 1807                                   | 13. Februar 1808                                | abgebrochen 18. April 1822                                                                                             |
| Cherokee                                        | 30. März 1807                                   | 24. Februar 1808                                | abgebrochen 2. März 1828                                                                                               |
| Cadmus                                          | 30. März 1807                                   | 26. Februar 1808                                | abgebrochen 12. März 1864                                                                                              |
| Leveret                                         | 30. März 1807                                   | 27. Februar 1808                                | abgebrochen 18. April 1822                                                                                             |
| Parthian                                        | 26. November 1807                               | 13. Februar 1808                                | Schiffbruch in der Nähe von Alexandria/Ägypten am 15. Mai 1828                                                         |
| Badger                                          | 31. Dezember 1807                               | 23. Juli 1808                                   | am 22. März 1860 am Kap der Guten Hoffnung auf den Strand gelegt und dort 1864 abgebrochen                             |
| Briseis                                         | 31. Dezember 1807                               | 19. Mai 1808                                    | Schiffbruch bei Point Pedras/Kuba am 5. November 1816                                                                  |
| Cordelia                                        | 31. Dezember 1807                               | 26. Juli 1808                                   | abgebrochen 12. Dezember 1833                                                                                          |
| Helcion                                         | 31. Dezember 1807                               | 5. August 1808                                  | abgebrochen Juli 1829                                                                                                  |
| Jasper                                          | 31. Dezember 1807                               | 27. Mai 1808                                    | Schiffbruch unter Mount Batten, Plymouth Sound, am 20. Januar 1817                                                     |
| Onyx                                            | 31. Dezember 1807                               | 8. Juli 1808                                    | abgebrochen 3. Februar 1819                                                                                            |
| Hope                                            | 31. Dezember 1807                               | 22. Juli 1808                                   | abgebrochen 3. Februar 1819                                                                                            |
| Opossum                                         | 31. Dezember 1807                               | 9. Juli 1808                                    | abgebrochen 3. Februar 1819                                                                                            |
| Chanticleer                                     | 31. Dezember 1807                               | 26. Juli 1808                                   | abgebrochen Juni 1871                                                                                                  |
| Rinaldo                                         | 31. Dezember 1807                               | 13. Juli 1808                                   | abgebrochen 6. August 1835                                                                                             |
| Britomart                                       | 31. Dezember 1807                               | 28. Juli 1808                                   | Verkauft am 3. Februar 1819                                                                                            |
| Calliope                                        | 31. Dezember 1807                               | 28. Juli 1808                                   | abgebrochen 13. August 1829                                                                                            |
| Lyra                                            | 31. Dezember 1807                               | 22. August 1808                                 | abgebrochen 11. Juli 1818                                                                                              |
| Redpole                                         | 31. Dezember 1807                               | 29. Juli 1808                                   | als Paket-Schiff durch das Piratenschiff Congress vor Cape Fria/Brasilien im August 1828 versenkt. Keine Überlebenden. |
| Goldfinch                                       | 31. Dezember 1807                               | 8. August 1808                                  | abgebrochen 8. November 1838                                                                                           |
| Woodlark                                        | 31. Dezember 1807                               | 17. November 1808                               | abgebrochen 29. Januar 1818                                                                                            |
| Shearwater                                      | 31. Dezember 1807                               | 21. November 1808                               | abgebrochen November 1832                                                                                              |
| Beaver                                          | April 1808                                      | 16. Februar 1809                                | abgebrochen 24. Juni 1829                                                                                              |
| Drake                                           | 27. Juni 1808                                   | 3. November 1808                                | Schiffbruch vor Cape Race/Neufundland am 22. Juni 1822                                                                 |
| Rosario                                         | 27. Juni 1808                                   | 7. Dezember 1808                                | abgebrochen November 1832                                                                                              |
| Renard                                          | 9. Juli 1808                                    | 15. Dezember 1808                               | abgebrochen 29. Januar 1818                                                                                            |
| Bermuda                                         | 18. Juli 1808                                   | 20. Dezember 1808                               | Schiffbruch vor Tampico Bar am 16. November 1816                                                                       |
| Tyrian                                          | 18. Juli 1808                                   | 16. Dezember 1808                               | abgebrochen 22. Juli 1819                                                                                              |

Die Cadmus diente als CGWV.24 ab Februar 1835, und die Chanticleer als CGWV.5 ab Februar 1830 bis 25. Mai 1863 bei der Küstenwache.
Die Rinaldo, Redpole, und Goldfinch wurden zu Paket-Schiffen umgebaut.

### Die zweite Baureihe 1812 und 1818
Nach dem Napoleonischen Krieg erlebte der Peake-Entwurf eine Wiederbelebung. Die späteren Schiffe wurden nach einer geänderten Zeichnung auf der Wasserlinie rund 42 cm kürzer und 5 cm breiter erstellt. Damit sank die planerische Wasserverdrängung auf 231 tn.l.
Die Besatzung wurde festgelegt auf:
- 52 Mann in Friedenszeiten,
- 33 Mann als Paket-Brigg,
- 50 Mann als Brigantine.

Die Bestellungen für Flachdeck-Briggs der Cherokee-Klasse nach dem Napoleonischen Kriegen sind alle an Königliche Staatswerften gegeben worden. Dies waren: Chatham Dockyard, Deptford Dockyard, Portsmouth Dockyard, Pembroke Dockyard, Plymouth Dockyard, Sheerness Dockyard und Woolwich Dockyard
Hinweis: Manche Schiffsnamen der Cherokee-Klasse erscheinen innerhalb der Schiffsklasse zum zweiten Mal und sind mit (2.) gekennzeichnet, sofern sie als Ersatz für ein bereits verlorenes oder abgebrochenes Schiff bestellt wurden. Die Schiffe Forester und Griffon wurden zunächst bestellt, dann aber storniert und in einer anderen Ausführung erneut bestellt. Diese erscheinen innerhalb der Bestellreihe mit (1.) gekennzeichnet, wurden aber zunächst nicht gebaut.
Nach dem Ende der Koalitionskriege wurden zwischen 1812 und 1818 folgende Schiffe bestellt:
| Schiffe der zweiten Baureihe der Cherokee-Klasse | Schiffe der zweiten Baureihe der Cherokee-Klasse | Schiffe der zweiten Baureihe der Cherokee-Klasse | Schiffe der zweiten Baureihe der Cherokee-Klasse | Schiffe der zweiten Baureihe der Cherokee-Klasse | Schiffe der zweiten Baureihe der Cherokee-Klasse                                                   |
| Name                                             | Bauwerft                                         | Bestellung                                       | Stapellauf                                       | Indienststellung | Verbleib / Schicksal                                                                               |
| ------------------------------------------------ | ------------------------------------------------ | ------------------------------------------------ | ------------------------------------------------ | --- | -------------------------------------------------------------------------------------------------- |
| Sphinx                                           | Bombay Dockyard Ausführung in Teakholz           | 2. Oktober 1812                                  | 25. Januar 1815                                  | 3. April 1815 | Abgebrochen 6. August 1835                                                                         |
| Cameleon                                         | Bombay Dockyard Ausführung in Teakholz           | 2. Oktober 1812                                  | 16. Januar 1816                                  | Januar 1819 | Abgebrochen im April 1849                                                                          |
| Alacrity                                         | Deptford Dockyard                                | 13. Juni 1817                                    | 19. Dezember 1818                                | 8. August 1820 | Verkauft am 28. August 1835                                                                        |
| Bustard                                          | Chatham Dockyard                                 | 13. Juni 1817                                    | 12. Dezember 1818                                | Januar 1820 | Verkauft am 24. Juni 1829                                                                          |
| Brisk                                            | Chatham Dockyard                                 | 13. Juni 1817                                    | 10. Februar 1819                                 | 16. Juni 1819 | Verkauft am 7. November 1843                                                                       |
| Delight                                          | Portsmouth Dockyard                              | 13. Juni 1817                                    | 10. Mai 1819                                     | 31. August 1822 | Untergegangen vor Mauritius am 23. Februar 1825. Keine Überlebenden.                               |
| Cygnet                                           | Portsmouth Dockyard                              | 13. Juni 1817                                    | 11. Mai 1819                                     | 10. September 1819 | Verkauft am 6. August 1835                                                                         |
| Ariel                                            | Deptford Dockyard                                | 13. Juni 1817                                    | 28. Juli 1820                                    | Juli 1821 | Verloren gegangen. Vermutlich am 8. Dezember 1828 im Nordatlantik gescheitert. Keine Überlebenden. |
| Eclipse                                          | Plymouth Dockyard                                | 13. Juni 1817                                    | 23. Juli 1819                                    | 19. August 1819 | Verkauft am 10. November 1865                                                                      |
| Falcon                                           | Pembroke Dockyard                                | 13. Juni 1817                                    | 10. Juni 1820                                    | 3. August 1820. Die Falcon wurde auf Befehl der Admiralität vom 6. März 1832 zu einer dampfgetriebenen Sloop umgebaut, was aber misslang, weshalb 1834 die Dampfmaschine wieder entfernt wurde | Verkauft am 16. August 1838 zu Handelszwecken, umbenannt in Waterwitch.                            |
| Beagle                                           | Woolwich Dockyard                                | 13. Juni 1817                                    | 11. Mai 1820                                     | 19. August 1819 | abgebrochen am 13. Mai 1870                                                                        |
| Barracouta                                       | Woolwich Dockyard                                | 13. Juni 1817                                    | 13. Mai 1820                                     | 11. Januar 1822 | Verkauft am 21. Januar 1836                                                                        |
| Emulous                                          | Plymouth Dockyard                                | 13. Juni 1817                                    | 13. Mai 1820                                     | 11. Januar 1822 | Verkauft am 21. Januar 1836                                                                        |
| Frolic                                           | Pembroke Dockyard                                | 13. Juni 1817                                    | 10. Juni 1820                                    | 3. August 1820 | Verkauft am 16. August 1838                                                                        |
| Lyra (2.)                                        | Plymouth Dockyard                                | 2. November 1818                                 | 1. Juni 1821                                     | August 1821 | Verkauft am 16. August 1838                                                                        |
| Jasper (2.)                                      | Portsmouth Dockyard                              | 2. November 1818                                 | 26. Juli 1820                                    | 8. August 1821 | Untergegangen vor Lefkada am 11. Oktober 1828, das Wrack wurde im Januar 1831 verkauft             |
| Britomart                                        | Portsmouth Dockyard                              | 2. November 1818                                 | 24. August 1820                                  | 5. September 1820 | Verkauft 1843                                                                                      |
| Partridge (1.)                                   | Plymouth Dockyard                                | 2. November 1818                                 | 22. März 1822                                    | 30. August 1823 | Durch Strandung zerstört bei der Insel Texel, das Wrack wurde verkauft am 30. August 1825          |
| Reynard (2.)                                     | Pembroke Dockyard                                | 2. November 1818                                 | 26. Oktober 1821                                 | im September 1820 | Abgebrochen im August 1857                                                                         |
| Weazle                                           | Chatham Dockyard                                 | 2. November 1818                                 | 26. März 1820                                    | 10. November 1823 | Abgebrochen 30. April 1844                                                                         |
| Kingfisher                                       | Woolwich Dockyard                                | 2. November 1818                                 | 11. März 1823                                    | 6. März 1824 | Verkauft am 16. August 1838                                                                        |
| Procris                                          | Chatham Dockyard                                 | 2. November 1818                                 | 21. Juni 1822                                    | 9. März 1826 | Verkauft im Januar 1837                                                                            |
| Algerine                                         | Deptford Dockyard                                | 2. November 1818                                 | 10. Juni 1823                                    | 27. Mai 1824 | Verloren gegangen, vermutlich im Mittelmeer gescheitert. Keine Überlebenden                        |
| Magnet                                           | Woolwich Dockyard                                | 2. November 1818                                 | 13. März 1823                                    | als Paket-Brigg (3 Kanonen) in Dienst gestellt am 14. Dezember 1823 | Verkauft am 27. Juli 1847                                                                          |
| Zephyr                                           | Pembroke Dockyard                                | 2. November 1818                                 | 1. November 1823                                 | als Paket-Brigg (6 Kanonen) in Dienst gestellt am 23. Juni 1824 | Verkauft 8. September 1836                                                                         |
| Halcyon                                          | Woolwich Dockyard                                | 2. November 1818. Abbestellt 21. Februar 1831    |                                                  | | |
| Opossum (2.)                                     | Sheerness Dockyard                               | 8. Dezember 1818                                 | 11. Dezember 1821                                | als Paket-Brigg in Dienst gestellt am 3. Mai 1829 | Verkauft am 27. Mai 1841                                                                           |
| Onyx (2.)                                        | Sheerness Dockyard                               | 8. Dezember 1818                                 | 24. Januar 1822                                  | als Begleitschiff der königlichen Yacht Royal George in Dienst gestellt am 3. Mai 1829 | Abgebrochen Januar 1837                                                                            |
| Plover                                           | Portsmouth Dockyard                              | 23. Mai 1820                                     | 30. Juni 1821                                    | als Paket-Brigg in Dienst gestellt 3. Mai 1829 | Verkauft am 27. Mai 1841                                                                           |
| Ferret                                           | Portsmouth Dockyard                              | 23. Mai 1820                                     | 12. Oktober 1821                                 | 27. Dezember 1821 | Verkauft im Januar 1837                                                                            |
| Hope (2.)                                        | Plymouth Dockyard                                | 23. Mai 1820                                     | 8. Dezember 1824                                 | als Paket-Brigg (4 Kanonen) am 1. Juni 1825 in Dienst gestellt | Abgebrochen 13. Oktober 1882                                                                       |
| Mutine                                           | Plymouth Dockyard                                | 23. Mai 1820                                     | 19. Mai 1825                                     | als Paket-Brigg (4 Kanonen) am 21. Oktober 1826 in Dienst gestellt | Für Handelszwecke verkauft am 27. Mai 1841. Umbenannt in Aladdin.                                  |
| Forester (1.)                                    | Deptford Dockyard                                | 23. Mai 1820.                                    |                                                  | Umbestellt am 23. Mai 1826 (siehe unten), Chatham Dockyard | |
| Griffon (1.)                                     | Deptford Dockyard                                | 23. Mai 1820.                                    |                                                  | Umbestellt am 23. Mai 1826 (siehe unten), Chatham Dockyard | |
| Tyrian                                           | Woolwich Dockyard                                |                                                  | 6. Januar 1821                                   | 16. September 1826 | als Paket-Brigg in Dienst gestellt am 16. November 1826                                            |
| Philomel                                         | Portsmouth Dockyard                              | 19. April 1821                                   | 26. April 1823                                   | 23. Mai 1823 | Verkauft am 12. Dezember 1833                                                                      |
| Royalist                                         | Portsmouth Dockyard                              | 19. April 1821                                   | 12. Mai 1823                                     | 23. Mai 1823 | Verkauft am 8. November 1838                                                                       |

Zu Paketschiffen umgebaut wurden Sphinx, Cygnet, Ariel, Barracouta, Kingfisher, Reynard (2.), Magnet, Plover, Hope (2.), Tyrian.
Als Schiffe der Küstenwache wurden Eclipse als CGWV.21, Beagle als CGWV.5 und Emulous als CGWV.13 eingesetzt.

### Die dritte Baureihe 1823 und 1826
Die dritte Baureihe der Cherokee-Klasse umfasste zunächst vierundvierzig Schiffe, von denen vier wieder storniert wurden. Sechs weitere Bestellungen wurden durch solche mit Schaufelradantrieb ersetzt.
Diese Baureihe wurde als Brigantinen fertiggestellt.
- Besatzung: 50 Mann
- Bewaffnung: entweder 1 × 18-Pfund Kanone (38 CWT) und zwei weitere 18-Pfund-Kanonen (22 CWT) oder alternativ eine 24-Pfund-Kanone und 2 × 24-Pfund-Karronaden.

Zwischen 1823 und 1826 wurden die folgenden Schiffe bestellt:
| Schiffe der dritten Baureihe der Cherokee-Klasse | Schiffe der dritten Baureihe der Cherokee-Klasse | Schiffe der dritten Baureihe der Cherokee-Klasse                                              | Schiffe der dritten Baureihe der Cherokee-Klasse                                     | Schiffe der dritten Baureihe der Cherokee-Klasse                                                           | Schiffe der dritten Baureihe der Cherokee-Klasse |
| Name                                             | Bauwerft                                         | Bestellung                                                                                    | Stapellauf                                                                           | Indienststellung                                                                                           | Verbleib / Schicksal |
| ------------------------------------------------ | ------------------------------------------------ | --------------------------------------------------------------------------------------------- | ------------------------------------------------------------------------------------ | --- | --- |
| Leveret (2.)                                     | Portsmouth Dockyard                              | 25. März 1823                                                                                 | 19. Februar 1825                                                                     | 27. März 1825                                                                                              | Verkauft am 7. November 1843 |
| Musquito                                         | Portsmouth Dockyard                              | 25. März 1823                                                                                 | 19. Februar 1825                                                                     | 28. Juli 1827                                                                                              | Verkauft am 7. November 1843 |
| Hearty                                           | Chatham Dockyard                                 | 25. März 1823                                                                                 | 22. Oktober 1824                                                                     | 26. Juli 1827                                                                                              | Verloren gegangen. Vermutlich im Nordatlantik gescheitert. Keine Überlebenden |
| Myrtle                                           | Portsmouth Dockyard                              | 25. März 1823                                                                                 | 14. September 1825                                                                   | am 27. Oktober 1827 als Paket Brigg (6 Kanonen) in Dienst gestellt                                         | Untergegangen vor Neuschottland am 3. April 1829 |
| Lapwing                                          | Chatham Dockyard                                 | 25. März 1823                                                                                 | 20. Februar 1825                                                                     | am 6. Januar 1829 als Paket Brigg (6 Kanonen) in Dienst gestellt                                           | Verkauft am 22. November 1861 |
| Sheldrake                                        | Pembroke Dockyard                                | 25. März 1823                                                                                 | 19. Mai 1825                                                                         | am 21. Oktober 1826 als Paket-Brigg (4 Kanonen) in Dienst gestellt                                         | Auf Anordnung der Admiralität vom 19. März 1853 verkauft im Jahr 1855 |
| Harpy                                            | Chatham Dockyard                                 | 25. März 1823                                                                                 | 16. Juli 1825                                                                        | 13. Mai 182                                                                                                | Verkauft am 27. Mai 1841 |
| Alban                                            | Deptford Dockyard                                | 25. März 1823. Storniert. Als Schaufelraddampfer der Alban-Klasse erneut bestellt im Mai 1824 |                                                                                      | | |
| Carron                                           | Deptford Dockyard                                | 25. März 1823. Storniert. Als Schaufelraddampfer der Alban-Klasse erneut bestellt im Mai 1824 |                                                                                      | | |
| Columbia                                         | Woolwich Dockyard                                | 25. März 1823. Storniert. Als Schaufelraddampfer der Alban-Klasse erneut bestellt im Mai 1824 |                                                                                      | | |
| Confiance                                        | Woolwich Dockyard                                | 25. März 1823. Storniert. Als Schaufelraddampfer der Alban Klasse erneut bestellt im Mai 1824 |                                                                                      | | |
| Dee                                              | Woolwich Dockyard                                | 25. März 1823. Storniert. Als Schaufelraddampfer der Alban-Klasse erneut bestellt im Mai 1824 |                                                                                      | | |
| Echo                                             | Woolwich Dockyard                                | 25. März 1823. Storniert. Als Schaufelraddampfer der Alban-Klasse erneut bestellt im Mai 1824 |                                                                                      | | |
| Fairy                                            | Chatham Dockyard                                 | 25. März 1823                                                                                 | 25. April 1826                                                                       | 17. Juli 1827                                                                                              | Untergegangen vor Suffolk am 13. November 1840. Keine Überlebenden |
| Skylark                                          | Pembroke Dockyard                                | 25. März 1823                                                                                 | 6. Mai 1826                                                                          | am 22. Februar 1827 als Paket-Brigg (4 Kanonen) in Dienst gestellt                                         | Untergegangen vor der Isle of Wight am 25. April 1845 |
| Espoir                                           | Chatham Dockyard                                 | 25. März 1823                                                                                 | 9. Mai 1826                                                                          | 14. August 1827                                                                                            | Auf Anordnung der Admiralität vom 19. März 1853 verkauft vermutlich im Jahr 1857 |
| Calypso                                          | Chatham Dockyard                                 | 25. März 1823                                                                                 | 19. August 1828                                                                      | Am 29. Oktober 1826 zunächst als Privatyacht (zwei Kanonen) des Gouverneurs von Malta in Dienst gestellt.  | Rückkehr zur Royal Navy im Mai 1829. Paket-Brigg (6 Kanonen) ab Oktober 1829. Verloren gegangen. Vermutlich gescheitert vor Halifax/Nova Scotia am 1. Februar 1833. Keine Überlebenden |
| Spey                                             | Pembroke Dockyard                                | 25. März 1823                                                                                 | 6. Oktober 1827                                                                      | 17. November 1828 als Paket-Brigg (4 Kanonen) in Dienst gestellt                                           | Untergegangen bei Racoon Cay/Bahamas am 26. November 1840 |
| Variable                                         | Pembroke Dockyard                                | 25. März 1823                                                                                 | 6. Oktober 1827                                                                      | umbenannt in Pigeon am 2. Februar 1829, am 23. Februar 1829 als Paket-Brigg (4 Kanonen) in Dienst gestellt | Verkauft entsprechend Anordnung der Admiralität am 27. Juli 1847 |
| Briseis (2.)                                     | Deptford Dockyard                                | 25. März 1823                                                                                 | 3. Juli 1829                                                                         | als Paket-Brigg am 2. November 1829                                                                        | Verloren gegangen. Vermutlich im Januar 1838 im Nordatlantik gescheitert. Keine Überlebenden                                                                                           |
| Rapid                                            | Portsmouth Dockyard                              | 25. März 1823                                                                                 | 17. August 1829                                                                      | 23. November 1829                                                                                          | Untergegangen vor Tunesien am 12. April 1838 |
| Recruit                                          | Portsmouth Dockyard                              | 25. März 1823                                                                                 | 17. August 1829                                                                      | 18. August 1831                                                                                            | Verloren gegangen. Vermutlich im Juni 1832 im Atlantik gescheitert. Keine Überlebenden                                                                                                 |
| Reindeer                                         | Plymouth Dockyard                                | 25. März 1823                                                                                 | 29. September 1829                                                                   | am 2. März 1830 als Paket-Brigg (4 Kanonen) in Dienst gestellt                                             | In Gibraltar vor dem 17. Januar 1857 verkauft |
| Thais                                            | Deptford Dockyard                                | 25. März 1823                                                                                 | 12. Oktober 1829                                                                     | als Paket-Brigg (6 Kanonen) im Juni 1832                                                                   | Verloren gegangen. Vermutlich im Dezember 1833 vor Galway gescheitert. Keine Überlebenden                                                                                              |
| Rolla (2.)                                       | Plymouth Dockyard                                | 25. März 1823                                                                                 | 10. Dezember 1829                                                                    | 4. Januar 1834                                                                                             | Abgebrochen am 15. September 1868 |
| Savage                                           | Plymouth Dockyard                                | 25. März 1823                                                                                 | 29. Dezember 1830                                                                    | 19. März 1831                                                                                              | Verkauft in Malta am 10. September 1862 und dort abgebrochen 1866 |
| Saracen                                          | Plymouth Dockyard                                | 25. März 1823                                                                                 | 30. Januar 1831                                                                      | 30. Januar 1834                                                                                            | Verkauft Ende 1862 |
| Scorpion                                         | Plymouth Dockyard                                | 25. März 1823                                                                                 | 28. Juli 1832                                                                        | 22. Februar 1834                                                                                           | Abgebrochen am 17. Oktober 1874 |
| Sealark                                          | Plymouth Dockyard                                | 25. März 1823                                                                                 |                                                                                      | | auf Kiel gelegt, aber vor Fertigstellung storniert. Abgebrochen im Februar 1831 |
| Hyaena                                           | Deptford Dockyard                                | ex Calypso (1.) bestellt am 25. März 1823. Storniert am 21. Februar 1831                      |                                                                                      | | |
| Termagant                                        | Portsmouth Dockyard                              | 23. März 1824                                                                                 | 26. März 1838                                                                        | als Brigantine (3 Kanonen) am 9. Juni 1838                                                                 | Verkauft im März 1845 |
| Lynx                                             | Portsmouth Dockyard                              | 23. November 1824                                                                             | 02.09.1833                                                                           | als Brigantine (3 Kanonen) 13. Dezember 1833                                                               | Abgebrochen am 3. Dezember 1845 |
| Nautilus                                         | Woolwich Dockyard                                | 7. Dezember 1824                                                                              | 11. März 1830                                                                        | 28. Juni 1830                                                                                              | Abgebrochen am 17. Oktober 1878 |
| Curlew                                           | Woolwich Dockyard                                | 7. Dezember 1824                                                                              | 25. Februar 1830                                                                     | 28. Juni 1830                                                                                              | Abgebrochen im August 1849 |
| Delight (2.)                                     | Chatham Dockyard                                 | 23. Mai 1826                                                                                  | 27. November 1829, als Paket-Brigg (4 Kanonen) am 25. Januar 1830 in Dienst gestellt | Verkauft am 30. April 1844                                                                                 | |
| Algerine (2.)                                    | Chatham Dockyard                                 | 23. Mai 1826                                                                                  | 1. August 1829                                                                       | 5. Oktober 1829                                                                                            | Verkauft am 30. April 1844 |
| Griffon (2.)                                     | Chatham Dockyard                                 | 23. Mai 1826                                                                                  | 11. September 1832                                                                   | als Brigantine (3 Kanonen) am 2. Januar 1833                                                               | Abgebrochen 27. Februar 1869 |
| Forester                                         | Chatham Dockyard                                 | 23. Mai 1826                                                                                  | 28. August 1832                                                                      | als Brigantine (3 Kanonen) am 2. Januar 1833                                                               | Verkauft am 27. November 1843 |
| Partridge (2.)                                   | Pembroke Dockyard                                | 28. Oktober 1826                                                                              | 12. Oktober 1829                                                                     | 24. April 1836                                                                                             | Verkauft am 2. Februar 1864 |
| Wizard                                           | Pembroke Dockyard                                | 28. Oktober 1826                                                                              | 24. Mai 1830                                                                         | 15. Juni 1837                                                                                              | Untergegangen bei Berehaven/Bantry Bay am 8. Februar 1859 |
| Charybdis                                        | Portsmouth Dockyard                              | 28. Oktober 1826                                                                              | 27. Februar 1831                                                                     | als Brigantine (3 Kanonen) am 11. Juli 1831                                                                | Verkauft am 7. November 1843 |
| Buzzard                                          | Portsmouth Dockyard                              | 28.10.1826                                                                                    | 23. März 1834                                                                        | als Brigantine (3 Kanonen) am 27. August 1834                                                              | Verkauft am 7. November 1843 |
| Foxhound                                         | Plymouth Dockyard                                | 28. Oktober 1826, storniert am 21. Februar 1831                                               |                                                                                      | | |
| Helena                                           | Plymouth Dockyard                                | 28. Oktober 1826, storniert am 21. Februar 1831                                               |                                                                                      | | |

Später als Küstenwachschiff eingesetzt: Partridge (2.) als CGWV.32